# Eccellenza Toscana 2013-2014
Il campionato italiano di calcio di Eccellenza regionale 2013-2014 è il ventitreesimo organizzato in Italia. Rappresenta il sesto livello del calcio italiano.

## Girone A

### Squadre partecipanti
| Club                                   | Città                          | Stadio                              | Stagione 2012-2013 |
| -------------------------------------- | ------------------------------ | ----------------------------------- | ------------------ |
| Castelfiorentino                       | Castelfiorentino (FI)          | Stadio Franklin Delano Roosevelt    |                    |
| Castelnuovo                            | Castelnuovo di Garfagnana (LU) | Stadio Alessio Nardini              |                    |
| Cenaia                                 | Cenaia (PI)                    | Stadio Vittorio Pennati             |                    |
| A.S.D. Fortis Lucchese 1905            | Ponte a Moriano (LU)           | Stadio Comunale di Saltocchio       |                    |
| A.S.D. U.S. Ghivizzano-Borgo a Mozzano | Coreglia Antelminelli (LU)     | Stadio Comunale di Borgo a Mozzano  |                    |
| Intercomunale Monsummano               | Monsummano Terme (PT)          | Stadio Comunale di Monsummano Terme |                    |
| A.S.D. Lammari 1986                    | Lammari (LU)                   | Centro Sportivo ai Laghetti         |                    |
| Larcianese                             | Larciano (PT)                  | Stadio Idilio Cei                   |                    |
| Ponsacco                               | Ponsacco (PI)                  | Stadio Comunale di Ponsacco         |                    |
| A.S.D. PesciaUzzanese                  | Pescia (PT)                    | Stadio dei Fiori                    |                    |
| Pietrasanta Marina                     | Marina di Pietrasanta (LU)     | Stadio XIX Settembre                |                    |
| A.S.D. Pro Livorno 1919 Sorgenti       | Livorno                        | Campo Sportivo Comunale             |                    |
| Quarrata Olimpia                       | Quarrata (PT)                  | Stadio Filippo Raciti               |                    |
| Rosignano Sei Rose                     | Rosignano Marittimo (LI)       | Stadio Ernesto Solvay               |                    |
| San Marco Avenza                       | Avenza (MS)                    | Centro Sportivo Nuova Covetta       |                    |
| U.S.G. Urbino Taccola                  | Uliveto Terme (PI)             | Campo Sportivo Giuliano Taccola     |                    |

### Classifica finale
|  | Pos. | Squadra                    | Pt | G  | V  | N  | P  | GF | GS | DR  |
|  | ---- | -------------------------- | -- | -- | -- | -- | -- | -- | -- | --- |
|  | 1.   | Ponsacco                   | 68 | 28 | 20 | 8  | 0  | 70 | 23 | +47 |
|  | 2.   | Pietrasanta Marina         | 61 | 28 | 18 | 7  | 3  | 50 | 26 | +24 |
|  | 3.   | Castelnuovo                | 53 | 28 | 14 | 11 | 3  | 48 | 30 | +18 |
|  | 4.   | Larcianese                 | 46 | 28 | 14 | 4  | 10 | 41 | 32 | +9  |
|  | 5.   | Urbino Taccola             | 39 | 28 | 10 | 9  | 9  | 61 | 56 | +5  |
|  | 6.   | Cenaia                     | 34 | 28 | 8  | 10 | 10 | 35 | 37 | -2  |
|  | 7.   | Ghivizzano-Borgo a Mozzano | 34 | 28 | 8  | 10 | 10 | 29 | 32 | -3  |
|  | 8.   | Castelfiorentino           | 34 | 28 | 9  | 7  | 12 | 32 | 40 | -8  |
|  | 9.   | Pro Livorno 1919 Sorgenti  | 33 | 28 | 8  | 9  | 11 | 32 | 37 | -5  |
|  | 10.  | Lammari 1986               | 33 | 28 | 9  | 6  | 13 | 25 | 41 | -16 |
|  | 11.  | Rosignano Sei Rose         | 31 | 28 | 7  | 11 | 10 | 30 | 31 | -1  |
|  | 12.  | Quarrata Olimpia           | 30 | 28 | 6  | 12 | 10 | 35 | 40 | -5  |
|  | 13.  | PesciaUzzanese             | 30 | 28 | 7  | 9  | 12 | 32 | 42 | -10 |
|  | 14.  | San Marco Avenza           | 20 | 28 | 3  | 11 | 14 | 28 | 47 | -19 |
|  | 15.  | Intercomunale Monsummano   | 17 | 28 | 3  | 8  | 17 | 19 | 53 | -34 |
|  | --   | Fortis Lucchese 1905       |    |    |    |    |    |    |    |     |

Legenda:

      Promossa in Serie D 2014-2015

      Ammessa ai play-off nazionali.

      Retrocesse in Promozione 2014-2015 dopo i play-out.

      Retrocesse in Promozione 2014-2015 direttamente.

Note:
Tre punti a vittoria, uno a pareggio, zero a sconfitta.
In caso di arrivo di due o più squadre a pari punti, la graduatoria verrà stilata secondo la classifica avulsa tra le squadre interessate che prevede, in ordine, i seguenti criteri:
- Punti negli scontri diretti
- Differenza reti negli scontri diretti
- Differenza reti generale
- Reti realizzate in generale
- Sorteggio
- A campionato in corso, in attesa degli scontri diretti, dopo la differenza reti generale e le reti realizzate in generale, è considerato l'ordine alfabetico.

### Risultati

#### Tabellone
|                           | CAS | CAS | G.U | GHI | INT | LAM | LAR | PES | PIE | PON | PRO | QUA | ROS | S.C | SAN |
| Castelfiorentino          |     | 3-1 | 2-0 | 2-1 | 0-0 | 2-3 | 1-0 | 1-0 | 1-2 | 0-5 | 1-0 | 2-2 | 0-0 | 0-0 | 1-0 |
| Castelnuovo Garf.         | 3-2 |     | 4-4 | 2-0 | 1-1 | 3-0 | 2-1 | 2-1 | 2-0 | 1-1 | 2-0 | 1-1 | 3-1 | 0-0 | 4-0 |
| G.Urbino Taccola          | 4-1 | 2-2 |     | 1-3 | 6-0 | 3-2 | 1-4 | 2-2 | 1-3 | 0-3 | 2-2 | 3-1 | 0-0 | 4-2 | 2-2 |
| Ghivizzano B. a Mozzano   | 0-2 | 2-2 | 2-1 |     | 1-0 | 0-1 | 0-2 | 0-0 | 1-1 | 1-2 | 0-0 | 0-0 | 1-0 | 1-1 | 1-1 |
| Intercom.Monsummano       | 1-1 | 1-2 | 0-1 | 1-1 |     | 2-1 | 0-2 | 3-2 | 1-4 | 0-6 | 0-0 | 2-0 | 0-1 | 0-0 | 1-1 |
| Lammari                   | 0-3 | 0-2 | 2-1 | 1-0 | 3-1 |     | 0-0 | 1-3 | 1-0 | 0-3 | 0-2 | 1-1 | 0-0 | 1-1 | 1-0 |
| Larcianese                | 2-0 | 2-0 | 3-4 | 1-0 | 2-0 | 3-1 |     | 4-1 | 1-2 | 2-2 | 2-1 | 1-1 | 1-0 | 2-0 | 2-0 |
| Pesciauzzanese            | 1-0 | 0-1 | 0-2 | 2-1 | 3-0 | 0-1 | 1-0 |     | 1-2 | 2-4 | 1-1 | 1-1 | 1-1 | 0-0 | 2-0 |
| Pietrasanta               | 1-1 | 0-0 | 3-2 | 1-1 | 2-1 | 2-0 | 2-0 | 0-0 |     | 0-0 | 2-1 | 3-1 | 2-0 | 2-0 | 3-2 |
| Ponsacco                  | 4-0 | 1-1 | 3-2 | 1-1 | 2-1 | 5-0 | 3-0 | 3-1 | 2-1 |     | 1-0 | 1-0 | 1-0 | 3-2 | 2-1 |
| Pro Livorno 1919 Sorgenti | 1-0 | 2-2 | 0-1 | 3-1 | 2-2 | 1-4 | 2-1 | 3-3 | 1-2 | 2-2 |     | 2-1 | 1-2 | 2-0 | 0-1 |
| Quarrata Olimpia          | 1-1 | 2-0 | 3-3 | 1-2 | 3-0 | 1-0 | 4-1 | 3-1 | 1-2 | 0-3 | 1-1 |     | 1-1 | 2-0 | 0-0 |
| Rosignano Sei Rose        | 3-2 | 0-1 | 3-3 | 1-4 | 2-0 | 1-0 | 0-0 | 5-1 | 2-2 | 0-0 | 0-1 | 4-1 |     | 0-1 | 1-1 |
| S.C. Cenaia               | 3-2 | 0-1 | 3-5 | 0-1 | 2-1 | 1-1 | 3-0 | 0-0 | 1-4 | 1-1 | 3-0 | 3-1 | 3-2 |     | 5-1 |
| San Marco Avenza          | 2-1 | 3-3 | 1-1 | 2-3 | 2-0 | 0-0 | 1-2 | 1-2 | 1-2 | 4-6 | 0-1 | 1-1 | 0-0 | 0-0 |     |

### Spareggi

#### Play Off

##### Semifinale
| Squadra 1   | Risultato | Squadra 2  |
| ----------- | --------- | ---------- |
| Castelnuovo | 2 - 1     | Larcianese |

| Castelnuovo di Garfagnana 27 aprile 2014                                 | Castelnuovo | 2 – 1             | Larcianese |  |
| \| \| \| \| \| Biggi 47’ Micchi 84’ \| Marcatori \| 3’ (aut.) Pieroni \| |             |                   |            |  |
|                                                                          |             |                   |            |  |
| Biggi 47’ Micchi 84’                                                     | Marcatori   | 3’ (aut.) Pieroni |            |  |

##### Finale
| Squadra 1          | Risultato | Squadra 2   |
| ------------------ | --------- | ----------- |
| Pietrasanta Marina | 5 - 1     | Castelnuovo |

| Larciano 4 maggio 2014                                                                                         | Pietrasanta Marina | 5 – 1      | Castelnuovo |  |
| \| \| \| \| \| Fusco 30’ Mengali 45’ Fusco 45+1’ Cantatore 56’ Simoni 75’ (aut.) \| Marcatori \| Micchi 50’ \| |                    |            |             |  |
| |                    |            |             |  |
| Fusco 30’ Mengali 45’ Fusco 45+1’ Cantatore 56’ Simoni 75’ (aut.)                                              | Marcatori          | Micchi 50’ |             |  |

### Verdetti finali
- Ponsacco promosso in Serie D.
- Pietrasanta Marina, Castelnuovo e Larcianese ai play-off.
- San Marco Avenza e Intercomunale Monsummano retrocessi in Promozione.
- Fortis Lucchese radiata dalla FIGC l'8 novembre e conseguentemente esclusa dal campionato[1].

## Girone B

### Squadre partecipanti
| Club                            | Città                                              | Stadio                               | Stagione 2012-2013 |
| ------------------------------- | -------------------------------------------------- | ------------------------------------ | ------------------ |
| U.S.D. Albinia                  | Albinia (GR)                                       | Stadio Giampiero Combi               |                    |
| U.P.D. Baldaccio Bruni Anghiari | Anghiari (AR)                                      | Stadio Saverio Zanchi                |                    |
| Bucinese                        | Bucine (AR)                                        | Stadio Comunale di Bucine            |                    |
| A.C. Calenzano A.S.D.           | Calenzano (FI)                                     | Stadio Paolo Magnolfi                |                    |
| U.S.D. Castelnuovese            | Castelnuovo Sabbioni (AR)                          | Stadio Luca Quercioli                |                    |
| A.S.D. Giallo-Blu Figline       | Figline Valdarno (FI)                              | Stadio Goffredo del Buffa            |                    |
| Lanciotto Campi Bisenzio        | Campi Bisenzio (FI)                                | Stadio Emil Zatopek                  |                    |
| Nuova Foiano                    | Foiano della Chiana (AR)                           | Stadio dei Pini                      |                    |
| Nuova S.Pol. Chiusi A.S.D.      | Chiusi (SI)                                        | Stadio Alessio Nardini               |                    |
| Porta Romana                    | Firenze                                            | Stadio Gino Bozzi                    |                    |
| U.S.D. Rignanese                | Rignano sull'Arno (FI)                             | Stadio Comunale di Rignano sull'Arno |                    |
| A.S.D. San Donato Tavarnelle    | San Donato in Poggio e Tavarnelle Val di Pesa (FI) | Stadio Leonardo Pianigiani           |                    |
| S.C. S.D. Sangimignano Sport    | San Gimignano (SI)                                 | Stadio Santa Lucia                   |                    |
| A.S.D. San Giovanni Valdarno    | San Giovanni Valdarno (AR)                         | Stadio Virgilio Fedini               |                    |
| Sestese                         | Sesto Fiorentino (FI)                              | Stadio Piero Torrini                 |                    |
| U.C. Sinalunghese A.S.D.        | Sinalunga (SI)                                     | Stadio Carlo Angeletti               |                    |

### Classifica
|  | Pos. | Squadra                  | Pt | G  | V  | N  | P  | GF | GS | DR  |
|  | ---- | ------------------------ | -- | -- | -- | -- | -- | -- | -- | --- |
|  | 1.   | San Donato Tavarnelle    | 58 | 30 | 17 | 7  | 6  | 43 | 23 | +20 |
|  | 2.   | San Giovanni Valdarno    | 54 | 30 | 15 | 9  | 6  | 41 | 24 | +17 |
|  | 3.   | Castelnuovese            | 48 | 30 | 13 | 9  | 8  | 36 | 24 | +12 |
|  | 4.   | Sestese                  | 46 | 30 | 13 | 7  | 10 | 45 | 33 | +12 |
|  | 5.   | Nuova Foiano             | 44 | 30 | 12 | 8  | 10 | 42 | 40 | +2  |
|  | 6.   | Sinalunghese             | 42 | 30 | 12 | 6  | 12 | 35 | 40 | -5  |
|  | 7.   | Baldaccio Bruni          | 41 | 30 | 11 | 8  | 11 | 40 | 34 | +6  |
|  | 8.   | Giallo-Blu Figline       | 41 | 30 | 11 | 8  | 11 | 37 | 34 | +3  |
|  | 9.   | Bucinese                 | 41 | 30 | 10 | 11 | 9  | 32 | 35 | -3  |
|  | 10.  | Rignanese                | 40 | 30 | 10 | 10 | 10 | 28 | 24 | +4  |
|  | 11.  | Lanciotto Campi Bisenzio | 40 | 30 | 11 | 7  | 12 | 32 | 31 | +1  |
|  | 12.  | Porta Romana             | 40 | 30 | 11 | 7  | 12 | 42 | 48 | -6  |
|  | 13.  | Sangimignano Sport       | 37 | 30 | 8  | 13 | 9  | 27 | 28 | -1  |
|  | 14.  | Nuova Chiusi             | 33 | 30 | 9  | 6  | 15 | 35 | 46 | -11 |
|  | 15.  | Albinia                  | 26 | 30 | 5  | 11 | 14 | 29 | 49 | -20 |
|  | 16.  | Calenzano                | 22 | 30 | 5  | 7  | 18 | 19 | 50 | -31 |

Legenda:

      Promossa in Serie D 2014-2015

      Ammessa ai play-off nazionali.

      Retrocesse in Promozione 2014-2015 dopo i play-out.

      Retrocesse in Promozione 2014-2015 direttamente.

Note:
Tre punti a vittoria, uno a pareggio, zero a sconfitta.
In caso di arrivo di due o più squadre a pari punti, la graduatoria verrà stilata secondo la classifica avulsa tra le squadre interessate che prevede, in ordine, i seguenti criteri:
- Punti negli scontri diretti
- Differenza reti negli scontri diretti
- Differenza reti generale
- Reti realizzate in generale
- Sorteggio
- A campionato in corso, in attesa degli scontri diretti, dopo la differenza reti generale e le reti realizzate in generale, è considerato l'ordine alfabetico.

### Risultati

#### Tabellone
|                       | ALB | BAL  | BUC | CAL | CAS | CHI  | FOI | GIA | LAN  | POR | RIG | SAN | SAN  | SAN | SES | SIN |
| Albinia               |     | 1-0  | 0-0 | 2-0 | 0-0 | 0-1  | 3-3 | 0-1 | 0-1  | 4-1 | 1-1 | 0-0 | 1-5  | 1-1 | 2-4 | 0-1 |
| Baldaccio Bruni       | 2-2 |      | 6-0 | 0-1 | 0-2 | 4-1  | 2-0 | 2-0 | 2-2  | 1-3 | 0-3 | 0-1 | 0-1  | 1-0 | 2-1 | 1-0 |
| Bucinese              | 0-1 | 1 -2 |     | 1-1 | 0-1 | 1-0  | 5-2 | 2-0 | 1-2  | 1-1 | 1-1 | 0-0 | 0-0  | 1-0 | 2-1 | 2-1 |
| Calenzano             | 2-2 | 0-4  | 0-2 |     | 1-3 | 0-2  | 0-2 | 1-4 | 0-1  | 1-1 | 0-2 | 1-0 | 1-1  | 0-1 | 0-2 | 1-2 |
| Castelnuovese         | 4-1 | 0-0  | 1-1 | 0-1 |     | 1-0  | 1-0 | 1-1 | 1-1  | 0-0 | 1-0 | 2-2 | 1-2  | 1-0 | 2-1 | 3-1 |
| Chiusi                | 3-1 | 0-0  | 1-2 | 3-1 | 0-1 |      | 2-2 | 1-2 | 3-2  | 2-2 | 0-4 | 1-2 | 2-2  | 1-1 | 2-3 | 2-0 |
| Foiano                | 1-1 | 2-2  | 1-0 | 2-2 | 2-1 | 3-0  |     | 1-0 | 1-0  | 2-0 | 2-1 | 1-0 | 0-2  | 1-1 | 0-1 | 2-2 |
| Giallo Blu Figline    | 4-1 | 0-0  | 1-1 | 0-0 | 2-1 | 3-2  | 2-0 |     | 0-1  | 2-3 | 0-0 | 0-2 | 1-2  | 3-0 | 2-3 | 2-1 |
| Lanciotto Campi       | 3-0 | 3-1  | 1-1 | 1-2 | 2-0 | 0-2  | 0-2 | 0-0 |      | 2-1 | 0-1 | 1-2 | 1 -2 | 2-0 | 1-0 | 3-0 |
| Porta Romana          | 4-1 | 3-1  | 2-0 | 2-1 | 0-4 | 1-0  | 0-2 | 2-4 | 1-1  |     | 2-0 | 2-4 | 1-1  | 1-1 | 2-1 | 3-2 |
| Rignanese             | 2-1 | 0-1  | 0-2 | 3-0 | 1-1 | 1-0  | 1-0 | 1-1 | 1-0  | 0-1 |     | 0-3 | 0-0  | 1-1 | 0-2 | 2-0 |
| San Donato Tavarnelle | 3-1 | 0-0  | 1-2 | 2-0 | 1-0 | 1-1  | 1-3 | 2-1 | 3 -0 | 1-0 | 1-0 |     | 1-2  | 1-1 | 0-0 | 4-1 |
| San Giovanni Valdarno | 0-0 | 3-2  | 4-1 | 1-1 | 1-0 | 3 -0 | 2-1 | 0-1 | 0-0  | 1-0 | 0-0 | 0-1 |      | 0-1 | 2-1 | 1-2 |
| Sangimignano          | 0-0 | 1-3  | 2-0 | 3-0 | 1-1 | 0-1  | 1-1 | 0-0 | 1-0  | 3-1 | 1-0 | 1-2 | 2-1  |     | 1-1 | 0-1 |
| Sestese               | 1-2 | 1-1  | 1-1 | 0-1 | 1-2 | 2-0  | 4-1 | 2-0 | 3-1  | 2-1 | 1-1 | 1-2 | 2-0  | 0-0 |     | 2-1 |
| Sinalunghese          | 1-0 | 2-0  | 1-1 | 1-0 | 1-0 | 1-2  | 3-2 | 2-0 | 0-0  | 3-1 | 1-1 | 1-0 | 0-2  | 2-2 | 1-1 |     |

### Spareggi

#### Play Off

##### Semifinale
| Squadra 1     | Risultato   | Squadra 2 |
| ------------- | ----------- | --------- |
| Castelnuovese | 1 - 1 (dts) | Sestese   |

| Arbitro: | Michele Cinque |

|            |           |           |
| Pobega 48’ | Marcatori | 15’ Vezzi |

##### Finale
| Squadra 1             | Risultato   | Squadra 2     |
| --------------------- | ----------- | ------------- |
| San Giovanni Valdarno | 1 - 1 (dts) | Castelnuovese |

| Arbitro: | Giuseppe Vingo |

|                      |           |           |
| Romanelli 87’ (rig.) | Marcatori | 22’ Vangi |

#### Play Out
| Squadra 1    | Risultato   | Squadra 2    |
| ------------ | ----------- | ------------ |
| Sangimignano | 2 - 1 (dts) | Nuova Chiusi |

| San Gimignano 13 aprile 2014                                                   | Sangimignano | 2 – 1 (d.t.s.)      | Nuova Chiusi |  |
| \| \| \| \| \| Baccini 93’ Bandini 101’ \| Marcatori \| 112’ (rig.) Panizzi \| |              |                     |              |  |
|                                                                                |              |                     |              |  |
| Baccini 93’ Bandini 101’                                                       | Marcatori    | 112’ (rig.) Panizzi |              |  |

#### Verdetti
- San Donato Tavarnelle promosso in Serie D.
- San Giovanni Valdarno, Castelnuovese e SSD Sestese ai play-off.
- Sangimignano Sport e Nuova Chiusi ai play-out.
- Nuova Chiusi (dopo play-out), Albinia e Calenzano retrocessi in Promozione.